# プランルカスト
プランルカスト（Pranlukast、開発コード：ONO 1078）はロイコトリエン阻害薬の一つであり、システイニル－ロイコトリエンの受容体結合を阻害して抗喘息作用および抗鼻炎作用を示す。商品名オノン。

## 効能・効果
- 気管支喘息
- アレルギー性鼻炎

## 副作用
治験で見られた副作用は、気管支喘息・アレルギー性鼻炎通算で11.4%であり、その主な内訳は、下痢、腹痛・胃部不快感、発疹・瘙痒等、眠気、嘔気、AST(GOT)・ALT(GPT)の上昇等の肝機能異常、ビリルビン上昇等であった。
重大な副作用として添付文書に記載されているのは、ショック、アナフィラキシー様症状、白血球減少、血小板減少、肝機能障害、間質性肺炎、好酸球性肺炎、横紋筋融解症である。

## 作用機序
プランルカストは、気道のロイコトリエン受容体-1（CysLT1）との親和性が高く、肥満細胞および好酸球から放出されるエイコサノイドの一種であるシステイニル－ロイコトリエン（LTC4、LTD4、LTE4）がCysLT1と結合することを妨げ、ロイコトリエンの作用である気管支平滑筋の収縮、粘液分泌増加、血管透過性亢進、好酸球動員（末梢血中および気道の好酸球の増加）を抑制する。吸入ステロイド剤および長時間/短時間作用型β作動薬と併用されることが多い。
またロイコトリエンはアレルギー性鼻炎の三大主徴発現で重要な役割を担っているので、プランルカストがロイコトリエン受容体を阻害する事で、その作用である鼻腔通気抵抗上昇、好酸球浸潤を伴う鼻粘膜浮腫、鼻粘膜過敏性を抑制する。

## 薬物動態学
経口投与後、消化管から吸収される。血中濃度の最大値（Cmax）には5.2±1.1時間で到達する。半減期は1.15±0.13時間である。若年者と高齢者との間で差は認められない。空腹時服用より食後服用のほうが吸収されるプランルカストは多くなる。朝方より夕方のほうがバイオアベイラビリティは高い。

## 関連文献
- Brunton,  Lazo, Parker (2006). McGraw Hill. ed. Goodman & Gilman - Le basi farmacologiche della terapia 11/ed. ISBN 978-88-386-3911-1.
- Katzung Bertram G. (2006). Piccin. ed. Farmacologia generale e clinica. Padova. ISBN 88-299-1804-0.
- British National Formulary (2007). Agenzia Italiana del Farmaco. ed. Guida all’uso dei farmaci 4 edizione. Lavis.
- Philip G. Hustad CM,. Analysis of behavior-related adverse experience in clinical trials of montelukast.